# Мелтон-Моубрей
Мелтон-Моубрей (англ. Melton Mowbray) — город с населением около 26000 человек в английском графстве Лестершир, примерно в 24 км к северо-востоку от Лестера и 29 км к юго-востоку от Ноттингема.
Мелтон-Мобрей известен своими кулинарными деликатесами, пирогами со свининой Мелтон-Моубрей и голубым стиллоном. Эти блюда получили известность благодаря богатым путешественникам, проезжавшим через город в XIX и XX веках для охоты на лис.
Mars Incorporated владеет в городе заводом по производству кормов для животных. Здесь производят корм для кошек Whiskas.

## Личности
- Адриан Скарборо (* 1968), актёр театра и кино